# The King of Fighters XI
The King of Fighters XI é um jogo de luta desenvolvido pela SNK Playmore e lançado para Arcade e Playstation 2 em 2005. The King of Fighters XI (ou simplesmente "KoF XI") é o 11º jogo da série contando a cronologia original. A partir de 2004 a SNK passou a nomear os jogos de acordo com o seu número de lançamento, para fugir da obrigação de lançamentos anuais.

## Sinopse
Neste jogo, é continuada a caçada de Ash Crimson pelos três tesouros sagrados (lembrando que em KOF 2003 ele roubou o tesouro de Chizuru Kagura), e dessa vez quem está jurado de perder o seu tesouro é Iori Yagami. Caso ele consiga esse feito, irá faltar apenas o pertencente a Kyo Kusanagi.
Praticamente todas as equipes se modificaram: muitos lutadores saíram, alguns entraram, outros retornaram.
Neste jogo, temos a presença de Eiji Kisaragi (o ninja de Art of Fighting 2, que apareceu somente em KOF 95), e Duck King (o "punk" de Fatal Fury, estreando na equipe de Terry). Apesar disso, muitos personagens populares, como Leona Heidern, Joe Higashi, Chang Koehan, Jhun Hoon, Li Xiangfei, May Lee, Angel, Chin Gentsai, Choi Bounge, Goro Daimon, Andy Bogard e Takuma Sakazaki, não se apresentam nesta versão.

## Jogabilidade
Esta continuação conta com a jogabilidade de versões passadas com 4 botões de ataque, evasiva (botões A+B juntos), porém o ataque forte que era ativado com C+D juntos, agora recebe o nome de BlowOff (BO) e é ativado exclusivamente por um quinto botão que também é o usado para se fazer os LHDMs. Herda duas características do KoF 2003: o Tag Battle, agora aprimorado, a exemplo da evolução dos strikers da KoF '99 para a KoF 2000, e a escolha de um líder para a equipe, sendo este o único a ser capaz de executar especiais de nível 2 (ou "LHDMs" - Leader Hidden Desperation Moves) e, consequentemente, Dream Cancels. As características que mais marcam nesse novo título são os Tag Combos, combos executados usando-se o Quick Shift, combos que podem utilizar 2 ou até os 3 personagens do trio, o Saving Shift, para interromper combos adversários contanto que esses combos não tenham chegado a um SDM (Super Desperation Move) ou LHDM, a enfatização do cancelamento de ataques normais para especiais e um novo cancelamento (Dream Cancel). Neste último, o jogador cancela de um especial de nível 1 (HDM) para um de nível 2 (LHDM).